# Associazione Sportiva Graphistudio Campagna 2001-2002
Questa voce raccoglie le informazioni riguardanti l'Associazione Sportiva Graphistudio Campagna nelle competizioni ufficiali della stagione 2001-2002.

## Rosa
| N. |                   | Ruolo | Calciatrice      |
| -- | ----------------- | ----- | ---------------- |
|    | Italia (bandiera) | P     | Stefania Miani   |
|    | Italia (bandiera) | P     | Silvia Romio     |
|    | Italia (bandiera) | D     | Alessandra Barro |
|    | Italia (bandiera) | D     | Carmen Bedin     |
|    | Italia (bandiera) | D     | Flavia Parutto   |
|    | Italia (bandiera) | D     | Alessia Railz    |
|    | Italia (bandiera) | D     | Michela Visintin |
|    | Italia (bandiera) | C     | Sara Cordovado   |
|    | Italia (bandiera) | C     | Silvia Fassetta  |
|    | Italia (bandiera) | C     | Simona Marchi    |

| N. |                   | Ruolo | Calciatrice       |
| -- | ----------------- | ----- | ----------------- |
|    | Italia (bandiera) | C     | Francesca Moretti |
|    | Italia (bandiera) | C     | Jlenia Rovedo     |
|    | Italia (bandiera) | A     | Marianna Borile   |
|    | Italia (bandiera) | A     | Elisa Calligaris  |
|    | Italia (bandiera) | A     | Jessica Campfield |
|    | Italia (bandiera) | A     | Nicole Cerato     |
|    | Italia (bandiera) | A     | Silvia De Candido |
|    | Italia (bandiera) | A     | Eleonora Marcon   |
|    | Italia (bandiera) | A     | Erika Valeri      |

## Statistiche

### Statistiche di squadra
| Competizione | Punti | In casa | In casa | In casa | In casa | In casa | In casa | In trasferta | In trasferta | In trasferta | In trasferta | In trasferta | In trasferta | Totale | Totale | Totale | Totale | Totale | Totale | DR |
| Competizione | Punti | G       | V       | N       | P       | Gf      | Gs      | G            | V            | N            | P            | Gf           | Gs           | G      | V      | N      | P      | Gf     | Gs     | DR |
| ------------ | ----- | ------- | ------- | ------- | ------- | ------- | ------- | ------------ | ------------ | ------------ | ------------ | ------------ | ------------ | ------ | ------ | ------ | ------ | ------ | ------ | -- |
| Serie B      | 5     | 13      | 0       | 3       | 10      | 4       | 38      | 13           | 0            | 2            | 11           | 3            | 40           | 26     | 0      | 5      | 21     | 7      | 78     | -. |
| Totale       | 5     | 13      | 0       | 3       | 10      | 4       | 38      | 13           | 0            | 2            | 11           | 3            | 40           | 26     | 0      | 5      | 21     | 7      | 78     | -. |

### Statistiche dei giocatori
| Giocatore     | Serie B  | Serie B | Serie B     | Serie B    |
| Giocatore     | Presenze | Reti    | Ammonizioni | Espulsioni |
| ------------- | -------- | ------- | ----------- | ---------- |
| A. Barro      | 12       | 0       | .           | .          |
| C. Bedin      | 24       | 0       | .           | .          |
| M. Borile     | 18       | 1       | .           | .          |
| E. Calligaris | 23       | 0       | .           | .          |
| J. Campfield  | 1        | 0       | .           | .          |
| N. Cerato     | 26       | 2       | .           | .          |
| S. Cordovado  | 21       | 0       | .           | .          |
| S. De Candido | 17       | 0       | .           | .          |
| S. Fassetta   | 4        | 0       | .           | .          |
| S. Marchi     | 11       | 0       | .           | 1          |
| E. Marcon     | 23       | 0       | .           | .          |
| S. Miani      | 25       | 0       | .           | .          |
| F. Moretti    | 26       | 0       | .           | .          |
| F. Parutto    | 8        | 0       | .           | .          |
| A. Railz      | 25       | 0       | .           | .          |
| S. Romio      | 5        | 0       | .           | .          |
| J. Rovedo     | 21       | 0       | .           | .          |
| E. Valeri     | 22       | 3       | .           | .          |
| M. Visintin   | 15       | 0       | .           | .          |